# Siphoninus immaculatus
Siphoninus immaculatus är en insektsart som först beskrevs av Ernst Wilhelm Heeger 1856.  Siphoninus immaculatus ingår i släktet Siphoninus, och familjen mjöllöss. Arten är reproducerande i Sverige.